# Jeux méditerranéens de 2001
Navigation
Bari 1997 Almería 2005
Les XIVe Jeux méditerranéens se sont déroulés du 2 au 15 septembre 2001 à Tunis (Tunisie).
Il s'agit de la 14e édition des Jeux méditerranéens. C'est également la seconde fois que la Tunisie accueille cette manifestation, la première étant en 1967. On fête par la même occasion le 50e anniversaire de ces jeux qui ont eu lieu pour la première fois en 1951 à Alexandrie (Égypte). 

## Nations participantes
23 nations participent aux Jeux méditerranéens 2001 avec un total de 3 041 athlètes dont 1 039 femmes.
- Albanie
- Algérie
- Andorre
- Bosnie-Herzégovine
- Chypre
- Croatie
- Égypte
- Espagne
- France
- Grèce
- Italie
- Jordanie
- Liban
- Libye
- Malte
- Maroc
- Monaco
- Saint-Marin
- Slovénie
- Syrie
- Tunisie
- Turquie
- RF Yougoslavie

## Sports
| - Athlétisme - Aviron - Basket-ball - Boules - Boxe - Cyclisme - Escrime - Football - Golf - Gymnastique - Haltérophilie | - Handball - Judo - Karate - Lutte - Natation - Tennis - Tennis de table - Tir - Voile - Volley-ball féminin et masculin - Water polo |

## Tableau des médailles
| Rang | Délégations        | Médaille d'or | Médaille d'argent | Médaille de bronze | Total |
| 1er  | France             | 40            | 32                | 50                 | 122   |
| 2e   | Italie             | 38            | 62                | 39                 | 139   |
| 3e   | Espagne            | 33            | 25                | 44                 | 102   |
| 4e   | Turquie            | 33            | 16                | 12                 | 61    |
| 5e   | Grèce              | 28            | 33                | 30                 | 91    |
| 6e   | Tunisie            | 17            | 13                | 26                 | 56    |
| 7e   | Algérie            | 10            | 10                | 9                  | 29    |
| 8e   | Croatie            | 8             | 6                 | 6                  | 20    |
| 9e   | Égypte             | 7             | 13                | 17                 | 37    |
| 10e  | Maroc              | 6             | 5                 | 5                  | 16    |
| 11e  | Slovénie           | 5             | 5                 | 10                 | 20    |
| 12e  | RF Yougoslavie     | 3             | 5                 | 14                 | 22    |
| 13e  | Chypre             | 1             | 1                 | 3                  | 5     |
| 14e  | Syrie              | 0             | 5                 | 4                  | 9     |
| 15e  | Liban              | 0             | 1                 | 1                  | 2     |
| 16e  | Albanie            | 0             | 1                 | 0                  | 1     |
| 17e  | Bosnie-Herzégovine | 0             | 0                 | 3                  | 3     |
| 18e  | Libye              | 0             | 0                 | 1                  | 1     |